# Konwoje morskie podczas II wojny światowej

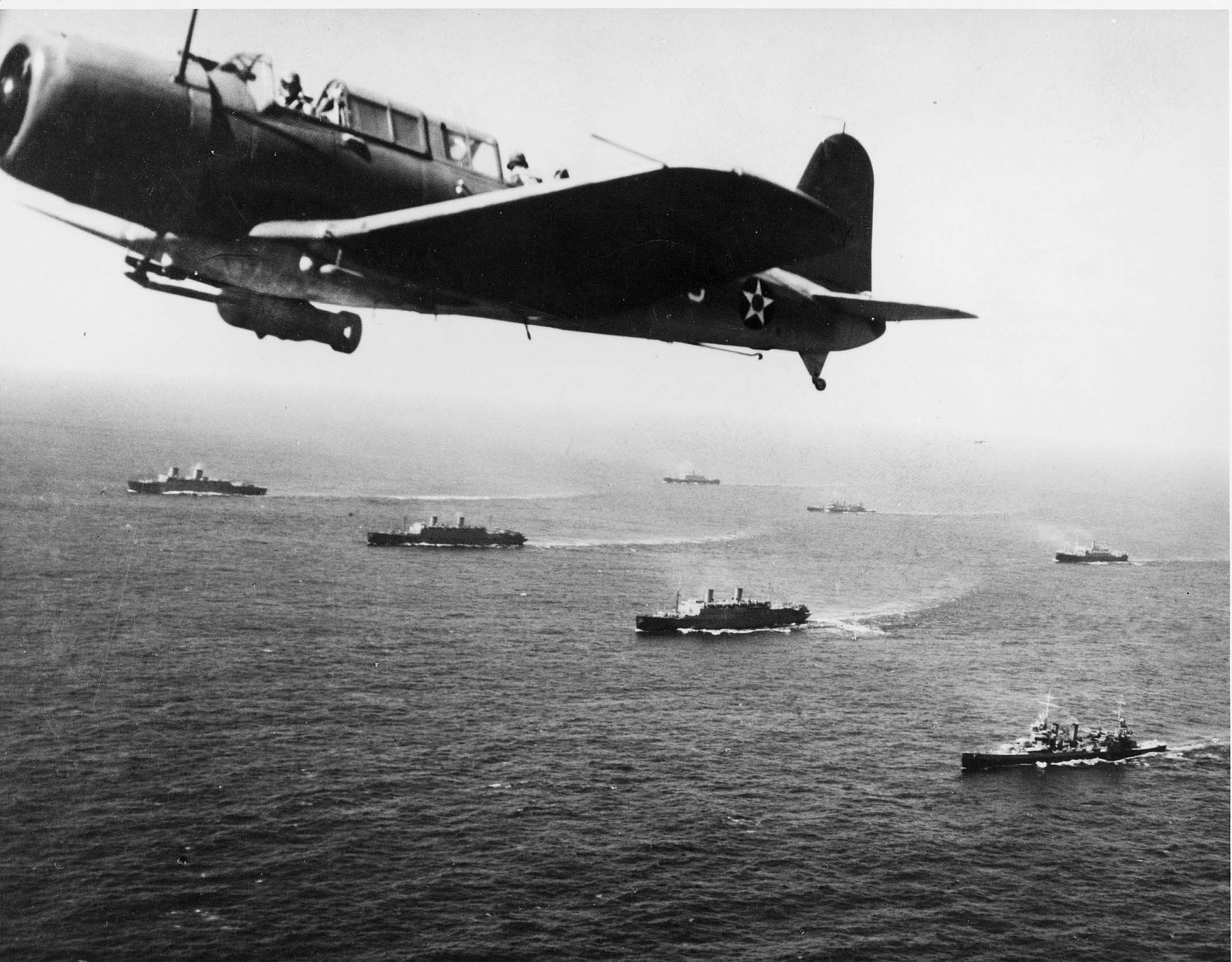
Konwój amerykański zmierzający do Capetown, listopad 1941 (samolot SB2U)

Konwoje morskie podczas II wojny światowej odgrywały duże znaczenie dla obu stron konfliktu, przede wszystkim dla strony alianckiej, stając się podstawowym środkiem ochrony jej żeglugi przed atakami okrętów i samolotów państw Osi. Umożliwiały przede wszystkim transport zaopatrzenia i materiałów wojennych z USA do Wielkiej Brytanii i ZSRR, zwiększając pośrednio szanse zwycięstwa w wojnie.

## Alianckie konwoje
Wielka Brytania była krajem uzależnionym od transportu morskiego – decydowało o tym jej wyspiarskie położenie i rozległość imperium kolonialnego. Po wybuchu II wojny światowej, reaktywowano system konwojów morskich, wprowadzony jako sposób ochrony żeglugi już podczas I wojny światowej. Pierwszy z brytyjskich konwojów morskich wyruszył 2 września 1939 z Gibraltaru do Kapsztadu. Początkowo formowano głównie konwoje przybrzeżne; statki płynące przez ocean eskortowano ok. 200 mil morskich na zachód od wybrzeży Irlandii, później konwój rozpraszał się i statki pojedynczo starały się dotrzeć do portów przeznaczenia. Po upadku Francji Niemcy uzyskali dogodne bazy dla U-Bootów (okrętów podwodnych) w Zatoce Biskajskiej, co znacznie zwiększyło możliwości ich działania. 27 marca 1941 Stany Zjednoczone zadeklarowały się chronić konwoje w pobliżu swoich wybrzeży; dodatkowo po ogłoszeniu przez Hitlera całkowitej blokady morskiej Wielkiej Brytanii, przekazały w październiku 1941 Anglikom 50 starych niszczycieli. Umożliwiło to zwiększenie liczebności eskorty i jej zasięgu do 400 mil morskich. Także marynarka kanadyjska rozpoczęła eskortowanie konwojów w strefie 400 mil od wybrzeży Ameryki Północnej. Kolejnymi elementami taktyki ochronnej były tworzenie grup wsparcia złożonych z ciężkich okrętów, w tym lotniskowców oraz wykorzystanie lotnictwa startującego z baz w Irlandii Północnej, na Islandii i Nowej Fundlandii. W efekcie poza zasięgiem ochrony znajdował się pas o szerokości 300 mil w centralnej strefie północnego Atlantyku, gdzie skupiały się niemieckie okręty podwodne, zadając poważne straty konwojom. Podobnie było w południowej części Atlantyku, gdzie ochrona była słabsza. Maksymalna prędkość alianckiego statku transportowego w konwoju wynosiła przeciętnie 10-12 węzłów.
Konwoje kursowały również na Morzu Śródziemnym. Działania morskie obu stron koncentrowały się głównie na ubezpieczaniu swoich i zwalczaniu konwojów przeciwnika. Alianckie konwoje pływały głównie z Gibraltaru do Egiptu, zaopatrując wojska walczące w Afryce. Później, w związku z nasileniem działań niemieckiego lotnictwa i floty włoskiej od początku 1941, konwoje podążały do Egiptu, okrążając Przylądek Dobrej Nadziei. Szczególnie istotne były operacje dowozu zaopatrzenia i sprzętu wojennego z Gibraltaru i Aleksandrii na Maltę, utrzymywaną w rękach aliantów, wiążące się z ciężkimi starciami z włoskim i niemieckim lotnictwem oraz flotą, głównie okrętami podwodnymi.
W kwietniu 1941 założono bazę zaopatrzeniową na Islandii, gdzie okręty eskorty mogły uzupełniać paliwo, od sierpnia 1941 umożliwiło to ochronę konwojów atlantyckich na całej trasie; niedługo potem wprowadzono lotniskowce eskortowe z kilkunastoma samolotami na pokładzie i doraźne środki w postaci statków wyposażonych w katapultę dla samolotu (CAM-ship) i pokład startowy (MAC-ship). W odpowiedzi na to Niemcy wprowadzili zespołowe działania okrętów podwodnych, z czasem przekształcone w taktykę „wilczych stad”. Po przystąpieniu Stanów Zjednoczonych do wojny z Niemcami 12 grudnia 1941, niemieckie okręty podwodne rozpoczęły intensywne działania na ich wodach przybrzeżnych, a także w Zatoce Meksykańskiej i na Morzu Karaibskim; obszar ten nazwano wówczas „rajem U-Bootów”. Dopiero wprowadzenie systemu konwojowego na tym obszarze, na co zdecydowano się w połowie 1942, ukróciło bezkarne działania U-Bootów.

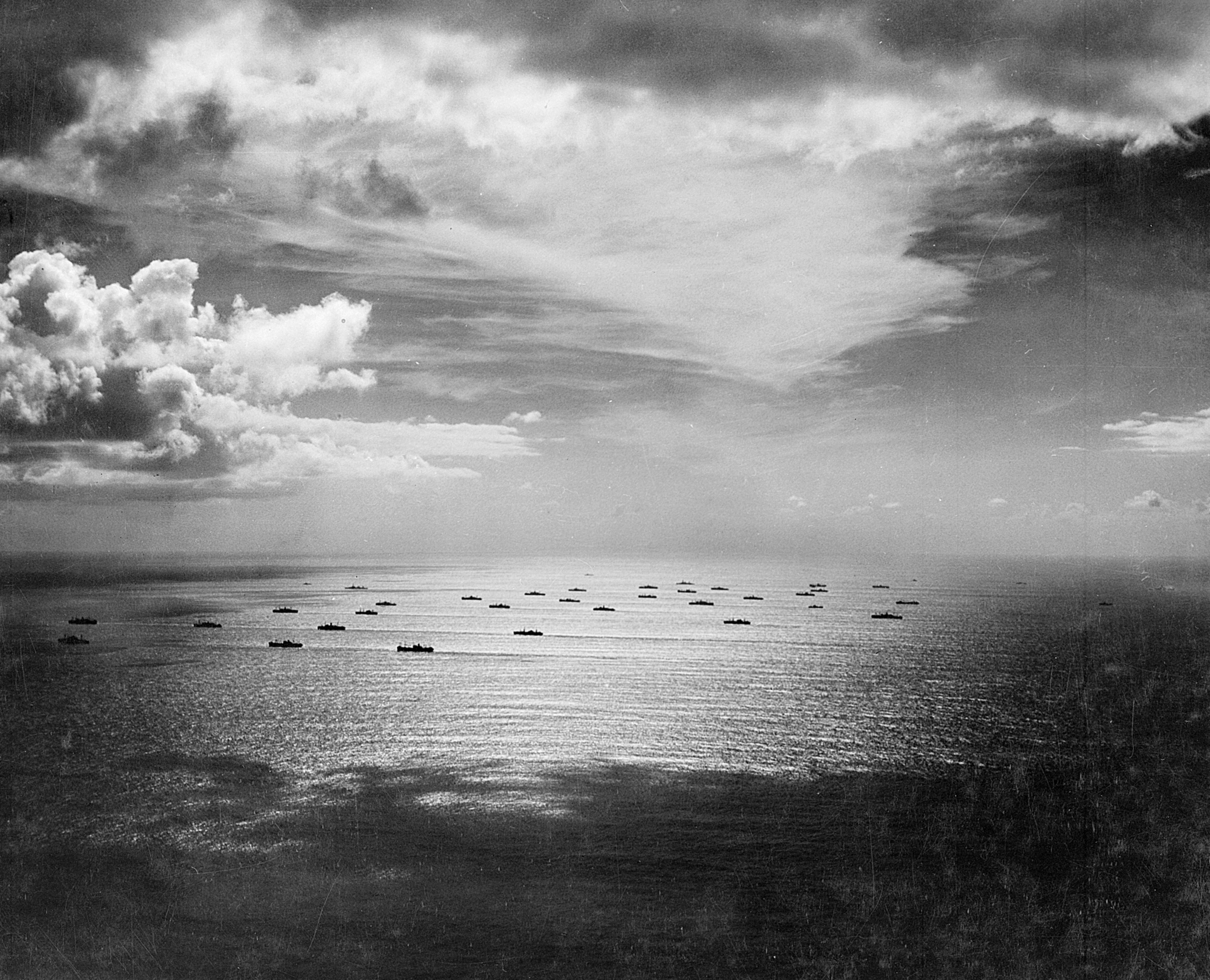
Konwój atlantycki, listopad 1942

Po przystąpieniu ZSRR do wojny po stronie aliantów, już od sierpnia 1941 zaczęły pływać tzw. konwoje murmańskie (lub arktyczne), transportujące sprzęt wojenny w ramach pomocy Lend-Lease do portów północnej Rosji: Murmańska i Archangielska. Konwoje do ZSRR i z powrotem oznaczane były odpowiednio kryptonimami PQ i QP, później JW i RA, z kolejnymi numerami. Pierwsze 7 konwojów w 1941 (Dervish, PQ-1 – PQ-6) dopłynęło jeszcze bez strat, później głównym zagrożeniem stały się okręty podwodne i lotnictwo. W lutym 1942 niemieckim okrętom liniowym udało się wydostać z Brestu, od tego czasu miały stać się potencjalnym zagrożeniem dla tych konwojów. Konwoje te były szczególnie niebezpieczne, wpływały na to trudne warunki żeglugi w warunkach arktycznych, brak zabezpieczenia lotniczego i duża aktywność niemieckiej floty i lotnictwa, posiadających dogodne bazy w północnej Norwegii. Ciężkie walki podczas operacji konwojowych toczyły się w 1942, szczególnie słynne stały się konwoje PQ-13, PQ-16 i PQ-17. Ogółem w latach 1941–1945 wysłano tą trasą 40 konwojów do ZSRR, liczących łącznie 811 statków transportowych, które przewiozły ponad 4 mln ton uzbrojenia i zaopatrzenia.
Największe straty wśród konwojów miały miejsce w 1942; przełom 1942/1943 to czas ciężkich bitew konwojowych na wodach północnego Atlantyku. W konwojach atlantyckich wówczas pływało nawet po kilkadziesiąt statków. Od tego momentu szala zwycięstwa zaczęła przechylać się na korzyść aliantów, osiągnięto to m.in. dzięki zwiększeniu sił eskorty, wprowadzeniu lekkich okrętów eskortowych: fregat, korwet, niszczycieli eskortowych, zwiększeniu roli lotnictwa i liczby lotniskowców eskortowych, zastosowaniu radaru i nowych typów broni do walki z okrętami podwodnymi, jak miotacze Hedgehog.
Od połowy 1943 w związku z narastającym zagrożeniem ze strony niemieckich i japońskich okrętów podwodnych, konwoje zaczęto organizować także na Oceanie Indyjskim, m.in. z Afryki Południowej do Indii.
Zajęcie Sycylii w sierpniu 1943 umożliwiło ponowne organizowanie konwojów na Morzu Śródziemnym – z Gibraltaru do Suezu. Od sierpnia 1944 ze względu na znikome zagrożenie ze strony nieprzyjaciela na tym akwenie zaniechano ochrony lotniczej konwojów.
Założenie bazy lotniczej na Azorach w listopadzie 1943 umożliwiło objęcie ochroną lotniczą południowej części Oceanu Atlantyckiego. Utrata baz we Francji w lecie 1944 zmusiła niemiecką flotę podwodną do ewakuacji do Norwegii; wprowadzenie później nowych typów U-Bootów nie przyniosło zadowalających wyników. Ograniczone działania floty niemieckiej na wodach arktycznych i przybrzeżnych Europy trwały aż do maja 1945.

## Niemieckie konwoje
Aktywność niemieckiej floty handlowej koncentrowała się początkowo na Morzu Bałtyckim. Po zajęciu Norwegii konwoje pływały z Narwiku wzdłuż wybrzeża tego kraju, brytyjskie wysiłki dla ich powstrzymania okazały się niezbyt skuteczne. Po ataku na Związek Radziecki niemieckie konwoje zaopatrywały wojska na dalekiej północy. Niemcy nie budowali specjalnych typów jednostek eskortowych, do osłony konwojów używając przede wszystkim trałowców. Pod koniec wojny flota niemiecka przeprowadzała liczne operacje ewakuacyjne (między innymi z terenu Prus Wschodnich), podczas których szczególnie duże straty poniosła ze strony radzieckich okrętów podwodnych i lotnictwa. Ciężkich strat przysparzały również niemieckim konwojom miny morskie szeroko stosowane na Bałtyku.

## Włoskie konwoje
Włosi używali konwojów morskich na Morzu Śródziemnym do zaopatrywania swoich oraz niemieckich wojsk w Libii, Albanii, a później na Korsyce, w Grecji i Afryce Północnej; niewielkie konwoje przybrzeżne pływały również wzdłuż wybrzeży kraju. Początkowo (czerwiec 1940 – maj 1941) nie ponosiły dużych strat, później jednak stawały się częstym łupem brytyjskiej floty. Po lądowaniu aliantów w Afryce Północnej sytuacja zmieniła się diametralnie. W maju 1943 przeciwdziałanie było tak skuteczne, że straty włoskich konwojów zmierzających do Tunisu sięgały 77% ogólnej liczby jednostek konwoju.

## Japońskie konwoje
Japońskie linie żeglugowe były dość rozległe – obejmowały wody przybrzeżne kraju, jak również wybrzeża Chin, Korei oraz wyspy Oceanii. Dla zapewnienia bezpieczeństwa swoich statków Japończycy próbowali wywalczyć panowanie na morzu. Konwoje morskie formowano tylko podczas operacji desantowych – transportowcom towarzyszyły okręty. Taka taktyka nie przyniosła jednak rezultatu, duże straty zadawane pływającym samotnie statkom przez amerykańskie okręty podwodne i lotnictwo zmusiły marynarkę japońską do wprowadzenia od czerwca 1943 systemu konwojów. Okazało się jednak, że brak im okrętów eskortowych, ich lotnictwo używane do ochrony konwojów ustępowało też wyraźnie lotnictwu przeciwnika. Japończycy nie przywiązywali również większej wagi do zwalczania żeglugi przeciwnika. W 1944 zostali zmuszeni do ograniczenia kursowania konwojów do wewnętrznego pierścienia obronnego, obejmującego Japonię, Chiny i Mandżurię, co znacznie ograniczyło dostawy surowców (import w roku 1944 wynosił 17 mln ton, w porównaniu z 49 mln ton w roku 1941). Do momentu zawieszenia broni Japończykom pozostało 231 statków handlowych z odnotowanych w przedwojennym rejestrze Lloyda 2337.

## Polskie okręty i statki w służbie konwojowej
W działaniach konwojowych podczas II wojny światowej aktywny udział wzięły jednostki Polskiej Marynarki Wojennej i Polskiej Marynarki Handlowej. Polskie okręty eskortowały 787 konwoje morskie, najwięcej niszczyciele eskortowe ORP „Krakowiak” – 243 (północny Atlantyk, wody przybrzeżne Wysp Brytyjskich, kanał La Manche, Morze Śródziemne); ORP „Ślązak” – 104 (kanał La Manche, Morze Śródziemne); ORP Garland – 102 (Morze Śródziemne, kanał La Manche, północny Atlantyk, morza arktyczne); niszczyciele ORP Błyskawica – 83 (Morze Północne, kanał La Manche, północny Atlantyk, Morze Śródziemne); ORP „Piorun” – 81 (północny Atlantyk, Morze Śródziemne, Morze Arktyczne, kanał La Manche); ORP Burza i ORP „Grom” eskortowały konwoje na szlaku północnoatlantyckim, zaś ORP „Orkan” – północnoatlantyckim i murmańskim. Polskie statki brały udział w konwojach na prawie wszystkich głównych trasach, jednymi z bardziej aktywnych były MS Morska Wola (m.in. 40 przejść Atlantyku), s/s „Wisła” (36 przejść Atlantyku), MS Stalowa Wola (34 przejścia Atlantyku).
Udział marynarzy polskich w konwojach morskich w czasie II wojny światowej został upamiętniony na Grobie Nieznanego Żołnierza w Warszawie napisem na jednej z tablic po 1990 r. „KONWOJE 1939 – 1945”.